# (553) Kundry
(553) Kundry – planetoida z pasa głównego planetoid okrążająca Słońce w ciągu 3 lat i 122 dni w średniej odległości 2,23 j.a. Została odkryta 27 grudnia 1904 roku w Landessternwarte Heidelberg-Königstuhl w Heidelbergu przez Maxa Wolfa. Planetoida należy do rodziny planetoidy Flora nazywanej też czasem rodziną Ariadne. Jej nazwa pochodzi od Kundry – kobiety błądzącej z opery Parsifal Richarda Wagnera. Przed nadaniem nazwy planetoida nosiła oznaczenie tymczasowe (553) 1904 PP.